# Junichi Misawa
Junichi Misawa (三澤 純一 Misawa Junichi?), född 21 maj 1985 i Hokkaido prefektur, är en japansk före detta fotbollsspelare.
Misawa började sin karriär 2008 i Vegalta Sendai. 2011 flyttade han till FC Ryukyu. Han avslutade karriären 2011.